# 奎爾 (喬治亞州)
奎爾（英語：Quill）是位於美國喬治亞州吉爾默縣的一個非建制地區。該地的面積和人口皆未知。

## 地理
奎爾的座標為34°38′34″N 84°18′01″W / 34.64278°N 84.30028°W，而該地的平均海拔高度為541米（即1775英尺）。